# Arielle Dombasle
Arielle Dombasle, född Arielle Laure Maxime Sonnery de Fromental 27 april 1953 i Hartford, Connecticut, är en fransk-amerikansk skådespelerska och sångerska.

## Roller (urval)
- 1978 – Perceval le Gallois
- 1979 – Tess
- 1982 – Det fantastiska äktenskapet
- 1982 – Pauline på stranden
- 1984 – Lace (TV-serie)
- 1986 – Chefens fru
- 1986 – Miami Vice (TV-serie)
- 1989 – Jorden runt på 80 dagar (TV-serie)
- 1992 – Minnenas hotell
- 1994 – En indian i stan
- 1998 – L'Ennui
- 1999 – Astérix & Obelix möter Caesar
- 2000 – Amazone
- 2000 – Vatel
- 2006 – Nouvelle chance
- 2008 – Bonjour Sagan